# Bundinja missiliformis
Bundinja missiliformis är en insektsart som först beskrevs av Rehn, J.A.G. 1952.  Bundinja missiliformis ingår i släktet Bundinja och familjen Morabidae. Inga underarter finns listade i Catalogue of Life.